# 앤드루 존슨의 알코올 중독 논쟁

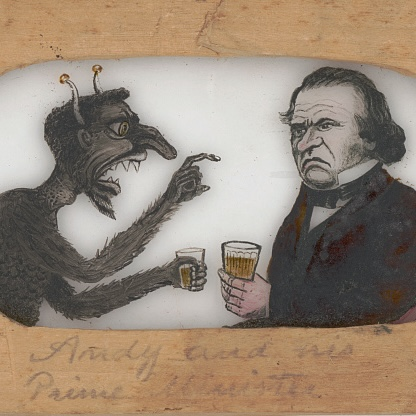
"앤디와 그의 총리": 환등기 슬라이드의 미국 대통령 앤드루 존슨이 악마와 함께 술을 마시는 모습. 노예제 폐지론자이자 민속 예술가인 새뮤얼 J. 리더가 그렸다. (릴리엔퀴스트 컬렉션, LOC)

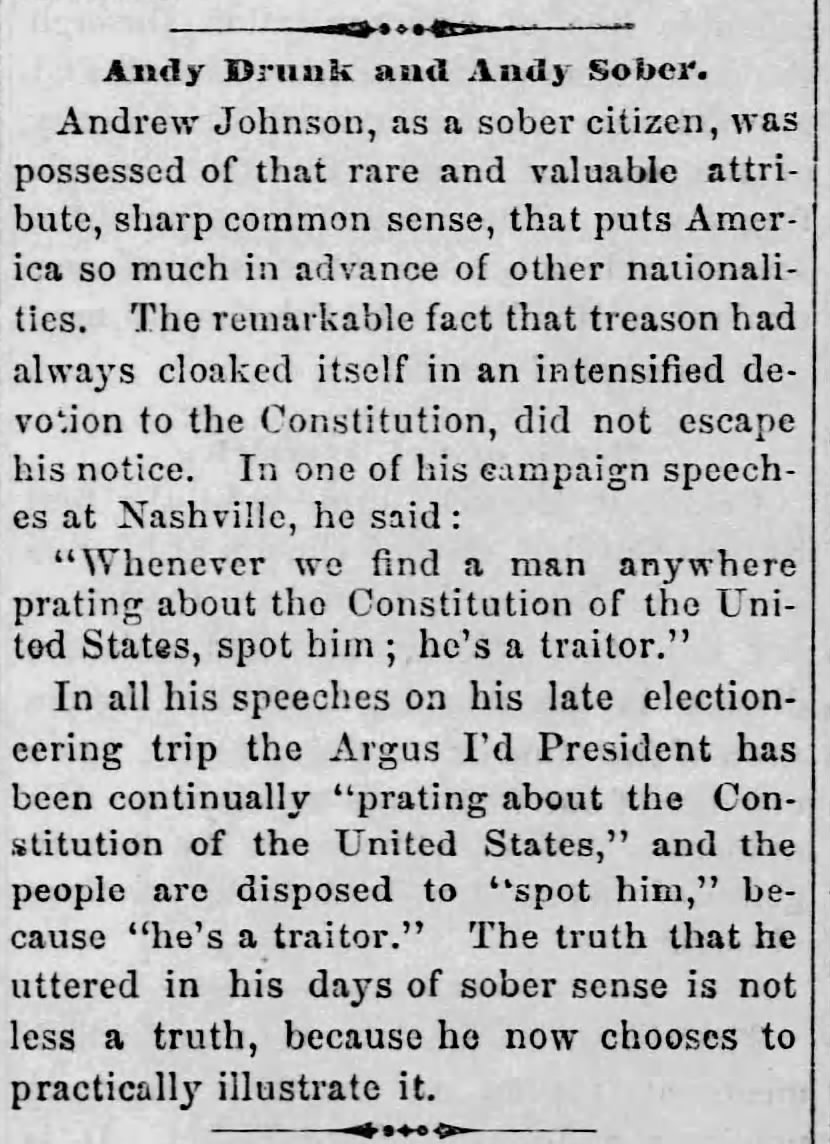
"술취한 앤디와 맨정신의 앤디": 여기서 "아르구스 아이다"의 사용은 말장난으로, 고대 그리스의 수많은 눈을 가진 괴물 아르고스를 지칭하며, 눈을 I로 대체하여 존슨의 자기 집착을 암시한다. (애치슨 위클리 프리 프레스, 캔자스주 애치슨, 1866년 9월 22일)

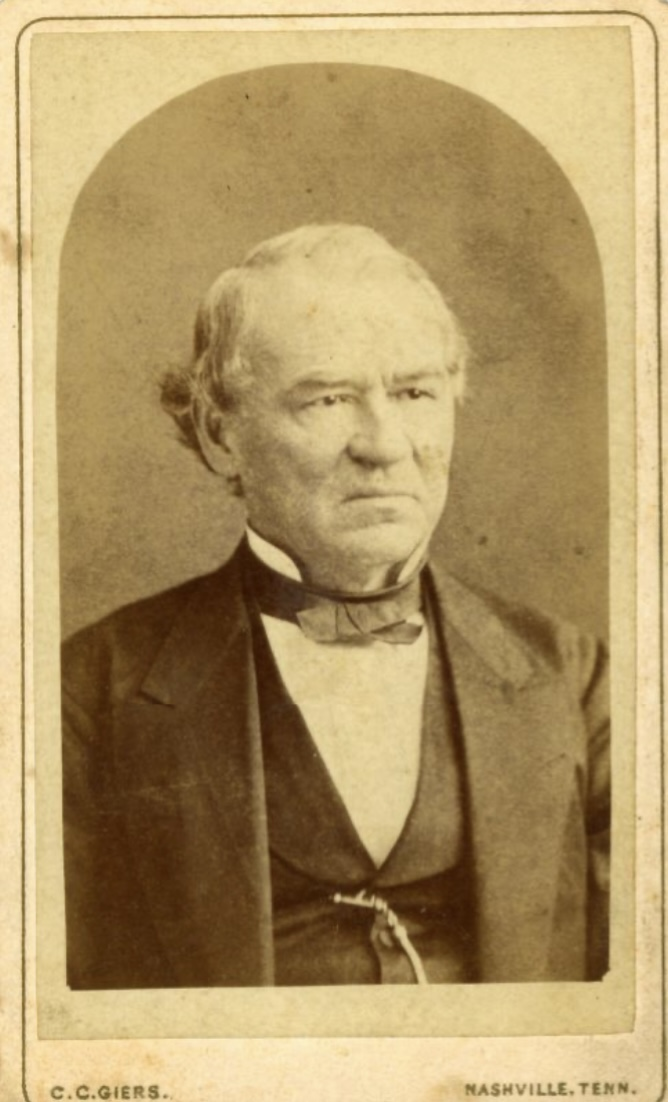
칼 기어스가 c. 1874년경 촬영한 전 대통령 앤드루 존슨 (녹스 카운티 테네시 역사 컬렉션)

앤드루 존슨의 알코올 중독 논쟁은 제17대 미국 대통령 앤드루 존슨이 과음했는지 여부에 대해 원래는 일반 대중 사이에서, 그리고 지금은 주로 역사가들의 질문으로 진행되는 논쟁이다. 앤드루 존슨이 알코올을 섭취했다는 사실 자체는 의심의 여지가 없다(이는 그 시대와 신분의 어떤 테네시 사람에게도 일반적이었을 것이다). 이 논쟁은 그가 술에 취한 채 국정을 운영했는지, 알코올이 그의 성격에 어떤 영향을 미치고 대인 관계를 방해했을 수 있는지, 그리고 그것이 그의 정치적 입지와 현재의 최하위 역사적 평가에 언제, 어떻게 영향을 미쳤는지에 관한 것이다. 오늘날에는 덜하지만, 그의 시대에는 존슨의 술주정 의혹이 "좋은 통치자는 절제하는 반면, 존슨은 술꾼이고, 좋은 통치자는 이타적인 반면, 존슨은 자기중심적이며, 좋은 통치자는 달변인 반면, 존슨은 형편없는 선동가"라는 그의 동료들의 "마음, 성격, 언어의 특성...에 대한 평가에 상당한 기여를 했다. 이 모든 가정 뒤에는 위대한 해방자의 조용하고 고요한 이미지가 있지만, 그것은 또 다른 이야기이다."
앤드루 존슨의 알코올 중독 논쟁은 해답 없는 질문의 사례일 수 있다. 역사학자 아네트 고든-리드에 따르면, "우리는 알코올이 존슨의 삶의 어느 정도까지였는지 아마도 결코 알지 못할 것이다. 모든 알코올 중독자가 대중 앞에서 술에 취한 모습을 보이는 것은 아니며, 그의 비교적 고립된 삶—그의 가족은 거의 그와 함께 있지 않았고 친구도 거의 없었다—은 엄청난 정서적, 육체적 스트레스 시기에 문제가 될 수 있는 눈에 띄지 않는 음주를 허용하는 정확히 그런 환경이었다."
| “ | 앤디 존슨이 술에 취하는 게 제퍼슨 데이비스가 맨정신이거나 존 브레킨리지가 맨정신인 것보다 낫다고 우리는 그들에게 말한다. | ” |
|   | — 핸콕 박사 목사님의 금주 연설, 뉴욕, 1865년 6월, 버팔로 애드버킷                                                        |   |

## 존슨의 알코올 사용
에 관한 두 역사서에 따르면, 19세기에 미국에는 프랭클린 피어스, 앤드루 존슨, 율리시스 S. 그랜트 세 명의 알코올 중독 대통령이 있었다. 정신자극제 사용에 대한 광범위한 개요에서는 존슨이 "거의 맨정신이 아니었다"고 여겨졌다고 주장한다. 국가 지도자들의 질병의 결과에 대한 학술적 연구는 "고위직에서 알코올 남용의 가장 잘 알려진 사례는 앤드루 존슨의 경우이며, 그의 알코올 중독은 그의 탄핵에 대한 논쟁에서 중요한 역할을 했다"고 밝힌다.
"존슨의 취함"은 앤드루 존슨: 전기적 동반자(Andrew Johnson: A Biographical Companion)에 16번 언급되어 있으며, 이 주제는 "1866년 선거" 및 "제1차 군사 재건법"과 동등한 수준으로 다루어진다. 전기적 동반자는 앤드루 존슨 문서(The Papers of Andrew Johnson)와 한스 트레푸스 편집자들의 말을 인용하며, 존슨이 술에 취했다는 모든 비난/주장은 "하나의 사건[3월 4일 취임식]을 제외하고는 거짓이었다... 존슨은 술에 취하지 않았다. 그는 단지 몸에 밴 즉흥 연설 습관으로 돌아갔을 뿐이다... 그의 행동은 대통령이 어떻게 행동해야 하는지에 대한 많은 사람들의 생각과 일치하지 않았다."고 말한다. 앤디가 술에 취한 가장 유명한 사례는 1865년 부통령 취임식이었지만, 그가 대중 앞에서 술에 취한 것처럼 보인 첫 번째 또는 마지막 경우는 아니었고, 역사학자 엘리자베스 R. 바론에 따르면, "역사학자들은 이 사건들이 크게 과장되었다고 주장하지만, 그는 결코 이 사건들을 떨쳐내지 못했다." 그가 대통령으로서 원형 유세를 시작할 때, 펜실베이니아의 한 신문은 존슨의 음주와 정치의 교차점에 대한 일반적인 인식(적어도 그의 적들 사이에서는)을 요약했다: "앤드루 존슨이 부통령으로 취임한 날부터 현재까지 그는 술꾼들의 난교 또는 당파적인 연설에서 비열한 속어를 내뱉음으로써 자신을 비하하고 자신이 맡은 직책을 모욕할 모든 기회를 잡은 것 같다... 그가 사적인 시민들을 비방하는 것은 술 취한 무모함이 그를 끌어내릴 수 있는 가장 낮은 수준으로 여겨졌지만, 더 낮은 수준이 발견되었다." 1916년 존슨의 테네시 군사 총독 시대에 대한 논문은 "후에 존슨의 대통령으로서 가장 눈에 띄는 개인적인 실패로 알려진 정신자극제 탐닉 습관은 물론 훨씬 이전에 형성되었다. 그것이 그의 직무 수행에 심각하게 방해되었다는 증거는 없지만, 때때로 그의 행동과 표현에 과장된 면모를 드러내어 그에게 좋지 않은 평판을 가져다주었다"고 주장했다.
그럼에도 불구하고, 해니벌 햄린 부통령과 내무장관 카를 슈르츠의 존슨에 대한 회상을 검토한 후, 한 알코올 중독 역사학자는 앤드루 존슨이 폭음을 하고, "엄청난" 양을 마시며, 독한 술을 물처럼 벌컥벌컥 마시고, 아침에 마시고, 마신 후에 또 마시며, 부적절한 시간에 과도하게 술에 취할 정도로 알코올을 섭취했다는 설명에 근거하여 그가 문제 음주 기준을 충족했을 가능성이 높다는 것을 발견했다. 저자인 제임스 그레이엄은 "추한 행동은 증상"이라고 주장하며, "아마도 [존슨의] 알코올 중독으로 인한 자아가 의회와의 충돌에서 더 중요한 역할을 했을 것이다. 이 충돌은 탄핵 시도로 이어졌는데, 알코올 중독을 모르는 현대 역사학자들이 깨닫는 것보다 더 그랬을 것이다"라고 말한다. 그는 또한 알코올 중독이 종종 "알코올 중독자가 질병의 진행 단계에 도달하여 직장에서 술에 취한 모습을 보이는 것과 같이 그 상태와 관련된 기이한 행동을 보이기 시작할 때까지 집 밖에서는 눈에 띄지 않는다"고 주장한다.

### 1900년 이후 역사학자들의 견해
| 역사학자             | 년도 | 존슨은 알코올 중독자? | 참고 및 인용 |
| -------------------- | ---- | --------------------- | --- |
| 제임스 슐러          | 1906 | 아니요                | |
| 클리프턴 홀          | 1916 | 예                    | |
| 로버트 W. 윈스턴     | 1928 | 아니요                | "이상하게도, 그러한 보편적인 방탕 속에서 앤드루 존슨은 음주 습관으로 인해 과도하게 고통받지 않았다." |
| 로이드 폴 스트라이커 | 1929 | 아니요                | "모든 진정으로 절제하는 사람들처럼 그는 음식뿐만 아니라 음료에도 절제했다." |
| 조지 포트 밀턴       | 1930 | 아니요                | 아니요, 맥컬로흐의 회고록에 따르면 |
| 하워드 K. 비얼       | 1930 | ?                     | |
| 폴 벅                | 1938 | ?                     | |
| 피터 레빈            | 1948 | ?                     | |
| 밀턴 로마스크        | 1960 | ?                     | |
| 페이 W. 브랍슨       | 1972 | 아니요                | "그는 어떤 형태의 담배도 사용하지 않았고, 주류 사용에도 신중했다. 그의 사회 계층, 특히 정치 생활을 하는 남성들의 일반적인 습관처럼 그는 사교적인 음료를 마셨다. 그의 개인적, 정치적 적들은 이러한 절제하는 음주 습관조차도 교묘한 과장이나 노골적인 거짓말을 동원하여 최대한 이용했다." |
| 에릭 L. 매키트릭     | 1961 | 음주 문제 거의 미검토 | 원형 유세 중 음주 혐의에 대한 분명한 무죄 선고 언급 |
| 앨버트 카스텔        | 1979 | 불확실                | "...다시 한번 [존슨은] 수사적인 자아도취에 굴복했다..." |
| 한스 L. 트레푸스     | 1989 | 아니요                | |
| 아네트 고든-리드     | 2011 | 불확실                | |

### 존슨 일가족의 알코올 사용 장애

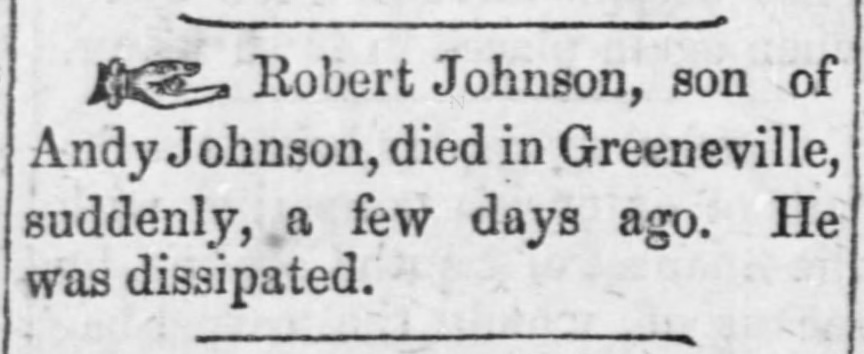
"앤디 존슨의 아들 로버트 존슨이 며칠 전 그린빌에서 갑자기 사망했다. 그는 방탕했다." (페이엣빌 옵저버, 테네시주 페이엣빌, 1869년 4월 29일)

가족 시스템 내 알코올 중독이 계속해서 탐닉 연구의 주제임을 고려할 때, 존슨의 세 아들 모두 알코올 중독으로 고통받았다는 사실은 관련성이 있을 수 있다. 특히 로버트 존슨의 경우 공개적으로—그는 그랜트의 취임 당시 뉴욕주 주정부 이네브리엣 아실럼에 있었다. 로버트는 알코올과 라우다넘 과다 복용으로 사망했지만, 일부 역사학자들은 찰스와 프랭크의 어린 나이 사망에도 알코올이 관련되어 있었다고 추정한다. 이들의 사망은 각각 사고와 결핵으로 알려져 있다. 또한 존슨의 딸 마사와 결혼한 데이비드 T. 패터슨에게도 음주 문제가 있었다는 추측이 있다. 탄핵 절차 중 앤드루 존슨 자신은 "나는 아들을 잃었고, 내 사위는 내슈빌에서의 마지막 전투에서 죽었으며, 다른 아들은 자신을 망쳤고, 또 다른 사위는 더 나은 상황이 아니다. 나는 의회 위원회가 내 은행 계좌를 조사할 필요 없이 충분히 슬픔을 겪었다"라고 썼다. 이는 각각 찰스, 댄 스토버, 로버트, 그리고 패터슨(현직 미국 상원의원)을 지칭한다. 1891년, 패터슨 사망 3개월 전, 한 신문 기사는 그를 "마사 존슨 패터슨의 가족 구성원과 세 명의 재능 있는 아들들을 휩쓸어 간 끔찍한 저주와 동일한 저주에 쓰러진" 사람으로 묘사했다. 또한 존슨의 개인 비서로 오랫동안 일했던 윌리엄 A. 브라우닝이 31세에 알코올 의존으로 사망했다는 두 건의 신문 보도가 있다.
존슨에 대한 가장 최근의 전기를 저술한 한스 트레푸스는 "...그의 아들들이 알코올 중독으로 고통받았고, 그 자신도 취임 후 끊임없이 알코올 중독자로 비난받았지만, 진정한 알코올 중독자와 달리 존슨은 마음대로 술을 마시거나 끊을 수 있었던 것이 분명하다"고 주장했다.

### 만성적인 알코올 남용인가, 아니면 성격 결함인가?
전반적으로, 역사학자들은 존슨의 문제가 단순히 위스키의 결과만이 아니라고 결론 내린 것으로 보인다. W.E.B. 듀보이스는 그를 "술에 취했다기보다는 갑작스럽고 우연한 성공의 독한 술에 취했다"고 묘사했다. 그러나 "애틀랜틱 먼슬리는 존슨을 '정신 질환에 이를 정도로 자기애적'이라고 생각했다." 그리고 이 두 가지 문제는 겹쳤을 수 있는데, "연구는 자기애적 행동 패턴과 약물 남용 문제 사이의 연관성을 보여주었다." 술에 취한 반사회적 인물의 광기 어린 폭언처럼 보였던 연설들을 분석할 때, 역사학자들은 존슨이 가장 좋아하는 주제인 자신에 대한 분석을 통해 술 취함만큼이나 자기 집착에 대한 많은 증거를 발견한다. 예를 들어, 존슨의 부통령 취임 연설의 공식 속기록에서 역사학자 스티븐 하워드 브라운은 "대명사적이고 소유격적인 1인칭의 놀라운 사용"을 발견했다. 약 800단어의 연설에서 그러한 구문은 'I'가 28번, 'my'가 9번 사용되었다. 실제로 첫 문단에만 'I'가 20번이나 사용되었다. 물론 이러한 상황에서 어느 정도의 자기 몰두는 예상할 수 있지만, 그의 청중들이 곧 알게 되었듯이, 존슨의 이러한 표현은 그의 개인적 정체성에 대한 거의 병적인 집착을 예고한다."

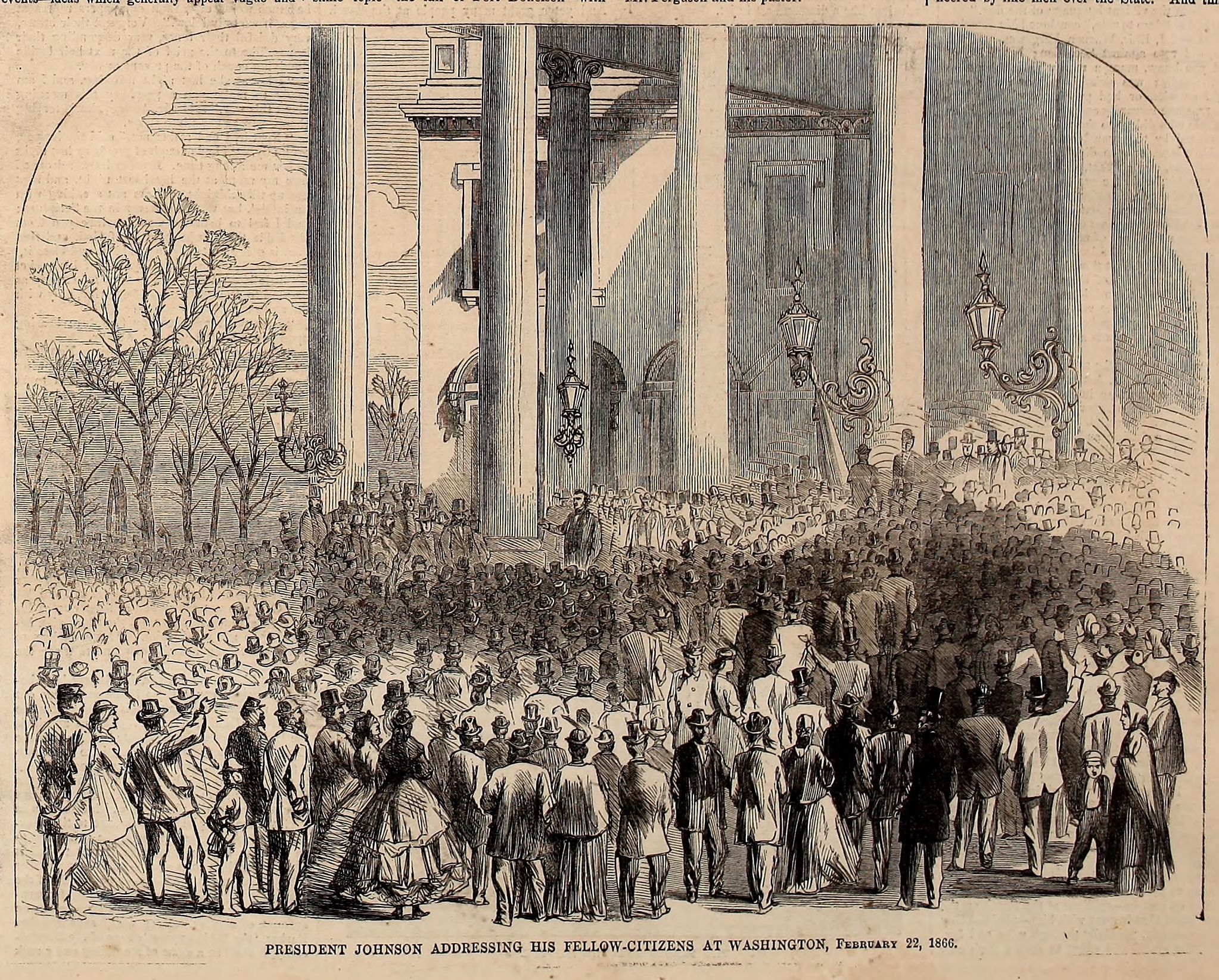
"1866년 2월 22일 워싱턴에서 시민들에게 연설하는 존슨 대통령" (하퍼스 위클리, 1866년 3월 10일)

마찬가지로, 악명 높은 1866년 워싱턴 생일 연설의 주요 내용은 긴 연설 시간, 정치적 현실에 대한 명백한 무지, 박해 망상, 뚱한 불만, 쉽게 상처받는 "비판 불관용", 이기주의("누가 나보다 연방을 위해 더 고통받았단 말인가?") 그리고 200개가 넘는 자기 언급이었다. 역사학자 에릭 매키트릭의 선구적인 저서 앤드루 존슨과 재건(1961)에 따르면, 청중이 보고 들은 것은 정신을 혼미하게 하는 물질의 영향을 받은 대통령이 아니라 "자신의 경력과 성격의 주제에 완전히 충실한 앤드루 존슨 그 자체"였다. 역사학자 그레그 파이퍼에 따르면, 1866년 가을에 존슨의 원형 유세 연설을 보스턴 트랜스크립트는 "감사로 시작하여 '나의 희생, 나의 손실, 나의 정책'으로 이어지며 항상 '나, 나, 나, 나의, 나의, 나'를 포함한다"고 요약했다.

### 기호와 선호도

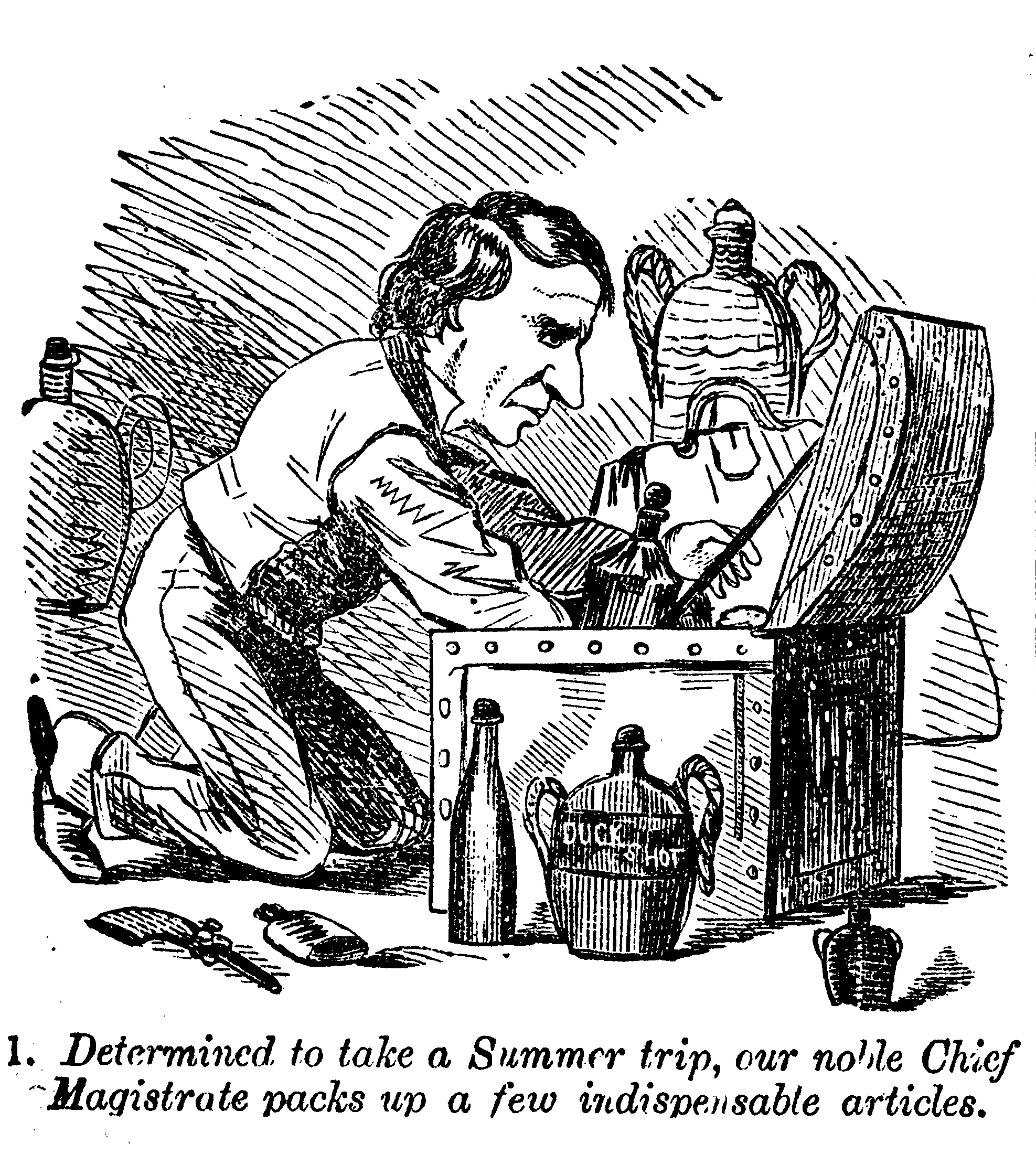
스윙인 라운드 더 서클, 또는 앤디의 서부 여행, 그리고 영웅의 삶("페트롤리엄 V. 내스비"가 쓴, 오하이오 언론인 데이비드 로스 로크의 풍자적 인물)은 존슨이 1866년 선거 유세를 위해 위스키 통과 병을 챙기는 모습을 보여준다.

민트 줄렙스 위드 테디 루스벨트: 대통령 음주의 완벽한 역사(Mint Juleps with Teddy Roosevelt: The Complete History of Presidential Drinking)에 따르면, "앤디 존슨은 술주정뱅이는 아니었을지 모르지만, 위스키에 전혀 낯설지도 않았다. 그의 편지와 청구서를 살펴보면, 존슨이 고급 위스키에 대한 분명한 취향을 가지고 있었으며, 그것을 얻기 위해 기꺼이 돈을 지불했다는 충분한 증거가 있다." 존슨의 취향에 대한 상반된 설명은 1892년 존 B. 브라운로우가 올리버 페리 템플에게 보낸 편지에서 나온다: "존슨은 마시는 위스키의 품질에 항상 완벽하게 무관심했다. 그는 증류소에서 갓 나온 뜨겁고 신선한 가장 형편없는 위스키를 퓨젤유가 섞인 채 입맛을 다시며 즐겼고, 신사를 구토하게 할 만한 것들을 마셨다..." 역사학자 데이비드 워렌 보웬에 따르면, 존슨의 등 두드리기, 독한 술 마시기 식의 모습은 더 큰 "거의 처량한 인정 요구"의 일부였다. 듀보이스에 따르면, 존슨은 하루에 "로버트슨 캐나다 위스키 세 잔 또는 네 잔"을 마시는 것으로 알려졌다. 미국 남북 전쟁 중 잠시 존슨의 개인 비서였던 벤저민 C. 트루먼도 거의 같은 말을 했는데, 존슨은 거의 로버트슨 카운티 위스키만 마셨고(식사와 함께 와인을 거부하고 샴페인을 싫어했다), 술집을 피했으며, 하루에 네 잔은 그에게 드문 일이 아니었지만, 매일 술을 마시는 것은 아니었다고 말했다. 19세기에는 로버트슨 카운티, 테네시주가 주 내 다른 어떤 카운티보다 더 많은 위스키를 증류했다. 로버트슨 카운티는 "켄터키 버번과 유사하지만 같지는 않은" "독특한" 사워 매쉬 위스키를 생산했다.
칼 슈르츠, M. V. 무어 등의 회고록도 존슨이 주기적으로 자신을 고립시키고 며칠간 폭음을 했다는 것을 시사한다. 존슨 가족은 그러한 폭음을 "난동"이라고 불렀을 수 있다.

### 음주에 대한 공개 성명
존슨 자신의 주류 판매 및 소비에 대한 증언에 따르면, 《술의 저주: 또는 지옥 상업 이야기》에 의하면:
- "위스키 사업은 우리 국가 번영의 기둥에 얽혀 있는 독초이며, 미국 산업의 정원에 돋아난 해로운 잡초이며, 우리 영광스러운 국선에 있는 역겨운 오수이며, 모든 시대의 해충이다."[38]
- "과세는 대표, 허가, 보호, 영속을 의미한다. 면허 자금은 뇌물이며, 미국이 이를 수락하는 것은 국가적 죄악이다.... 당신은 주류 거래의 손에 의해 짜인 가시관을 미국 가정의 이마에 누르지 않을 것이며; 당신은 높은 면허의 십자가에 사람을 못 박지 않을 것이다."[38]

## 부통령 취임식 (1865년 3월 4일)

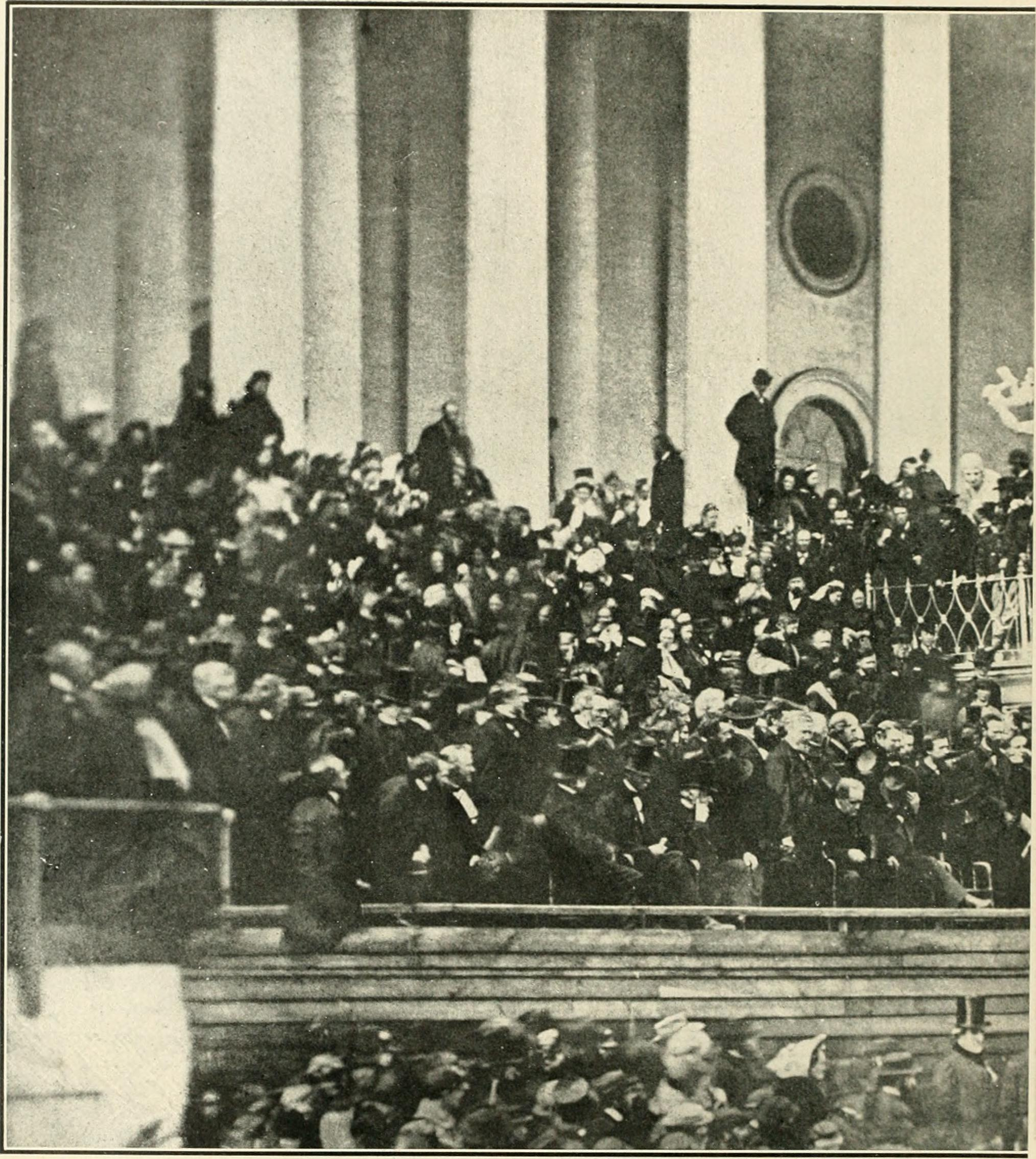
알렉산더 가드너가 링컨의 두 번째 취임 연설 당시 찍은 사진; 그 날 일찍 선서한 존슨은 앞줄 맨 오른쪽에 앉아 모자로 얼굴을 가리고 있는 사람이다 (남북 전쟁의 사진 역사, 1911)

존슨의 음주 습관에 대한 거의 모든 후대 평가의 발판을 마련한 사건은 그가 미국의 부통령으로 취임할 때 미국 상원 의사당에서 치른 문제의 음주 연설이었다. 진지한 역사학자들은 그를 "만취한" 상태였다고 묘사하며, "워싱턴의 모든 중요 인물 앞에서 자신을 모욕했다"고 전한다.
이 광경은 E 스트리트의 한 극장에서 공연된 노래에 영감을 주었다:
그리고 위대한 앤디 존슨은

뜨거운 브랜디 토디를 마셨네

그것이 그를 만취하게 만들었으니

취임식에서.

이제 치욕을 씻으려

대통령은 그 장소를 폐쇄했으니

앤디 존슨이 은혜에서 떨어졌던 곳을,—

취임식에서!

결론적으로, 그가 대통령 재임 기간 동안 임상적으로 유의미한 알코올 중독 증상을 보였는지 여부와는 상관없이, 3월 4일 미국 국회 의사당에서의 소동 이후 "그의 음주 습관에 대한 진실이 무엇이었는지는 그다지 중요하지 않았다. 중요한 진실은 그가 스스로를 설정하고, 그의 후기 정치 경력을 괴롭힌 거의 모든 위기에서 술 취했다는 비난에 취약하게 만들었다는 것이었다."

## 대통령 취임식 (1865년 4월 15일)

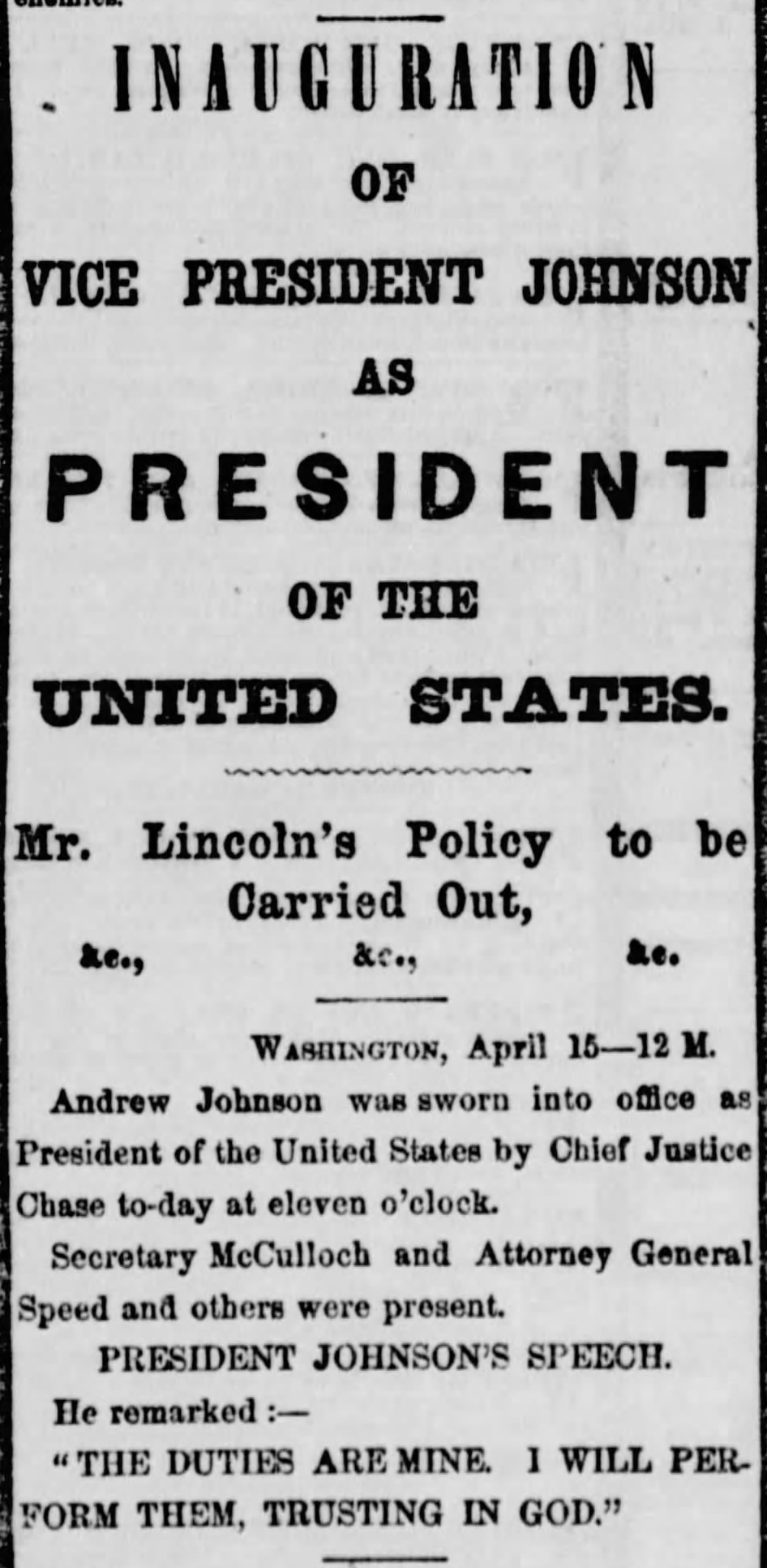
우리가 존슨의 취임식에 대해 아는 대부분은 한 통신사의 보도에서 나온다

1908년, 전 미국 상원의원 윌리엄 모리스 스튜어트는 자신의 회고록을 출판했는데, 이 책의 20장 대부분은 에이브러햄 링컨의 단축된 두 번째 임기에 할애되었다. 20장의 소제목 중 하나는 "술 취한 사람이 대통령으로 취임하다"이다.
존슨의 가장 최근 주요 전기 작가인 트레푸스는 스튜어트의 설명을 전적으로 일축하며 다음과 같이 썼다. "이러한 주장의 허위성은 명백하다. 스튜어트의 취임식에 대한 설명은 대법원장의 서류에 다음 날 작성된 메모를 포함하여 다른 대부분의 동시대 자료와 모순된다. 대통령이 오전 8시보다 늦게 선서를 했다는 사실은 여러 신문 기자들에 의해 잘 입증되었으며, 그들은 술 취함이나 숙취의 어떤 징후도 발견하지 못했다. 더욱이, 웰스가 자신의 일기 및 다른 메모에도 기록한 정오의 내각 회의는 15일 존슨의 상태와 행방에 대한 확실한 증거이다." 그러나 이러한 반박 중 일부 또는 전부는 허수아비 논리에 대한 반응으로 보인다.

## 동시대인들의 평가

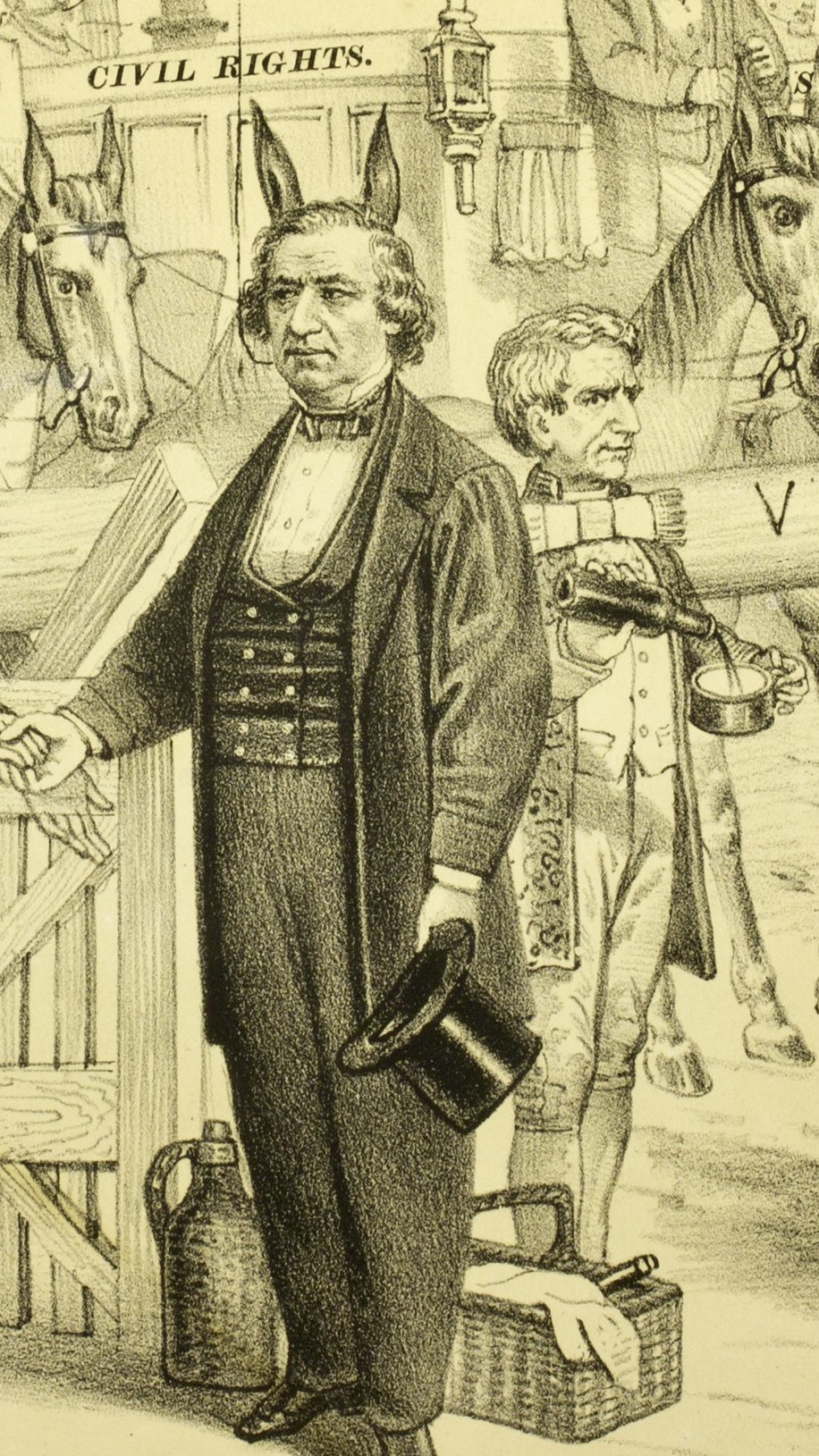
재건 법안에 대한 존슨의 거부권에 대한 정치 풍자 만화의 상세 부분; 존슨의 발 옆에는 술통이 놓여 있고, 국무장관 수어드가 또 다른 술을 따르고 있다.

- 하원의원 당선인 벤저민 F. 버틀러는 1866년 11월 24일 브루클린 음악 아카데미에서 연설하며 다음과 같이 말했다. 공개적인 만취에 대한 첫 번째 혐의의 구체적인 내용과 증거에 관해서는, 일반적이고 반박되지 않는 명성이 진실을 말한다면, 그리고 이 경우에 그러하다면, 그 사건이 언급될 때 모든 진정한 미국인의 뺨을 물들이는 수치심의 홍조가 가장 높은 보증이다. 그렇다면 부통령이 선서할 때 모욕적인 더듬거리는 혀로 취한 키스로 성경을 더럽히는 것을 목격한 모든 상원의원은 즉시 증인이자 재판관이 될 것이며, 그와 유사한 다른 공개적이고 모욕적인 행위들에 대해서는 워싱턴에서 세인트루이스까지 거의 모든 역과 역장이 증언할 수 있을 것이다."[42] 같은 달, 버틀러는 존슨의 "공식적이고 공공적인 행사"에서의 취한 모습이 "부통령직과 대통령직의 지위와 존엄성을 격하시키고 타락시키는" 이유로 탄핵의 잠재적 원인이 될 수 있다고 언급했다.[43]
- 존 바이스 포니, 포니 대령으로 글을 썼고, 미국 상원의 비서, 1878년 "부통령의 일화"를 썼다: "스카일러 콜팩스는 그의 엄격한 개인적 청렴성에서 앤드루 존슨과 같았지만, 그의 극단적인 절제된 습관에서는 달랐다."[44]
- 감리교 감독교회의 주교 길버트 헤이븐, 1879년 7월 4일: "순교자-대통령은 술에 취한 정신 박약자를 권좌에 남겨두었다: 완고하고, 비이성적이며, 불합리했지만, 단 하나의 구원하는 특성—연방에 대한 헌신—을 가지고 있었다."[45]
- 1885년 10월 29일 테네시안에 실린 "J. L."의 편지에는 다음과 같이 쓰여 있었다. 나는 앤드루 존슨이 뉴욕 선에서 제안하는 것처럼 아편 흡연자였다고는 믿지 않지만, 그는 심한 음주가였고, 오랫동안 과음할 때마다 그의 성격에 강한 영향을 미쳤다. 그는 상냥함에 불리했고, 그를 불친절하고 극도로 무례하며 불쾌하게 만들었다. 1865년 3월 4일 부통령으로 취임했을 때 그는 생애에서 가장 오래 지속된 난동 중 하나를 겪고 있었고, 당시 너무나 만취하여 두서없이 취임 연설을 하려다가 볼거리가 되었다. 그의 친구인 원로 블레어는 그를 워싱턴에서 시골 집으로 데려가 술을 깨게 했다. 이것은 링컨의 죽음 불과 6주 전이었다. 블레어가 그의 선량한 임무를 얼마나 잘 수행했는지 나는 말할 수 없지만, 존슨이 보여준 기질 또는 적어도 그의 발언의 어조와 일부 공식적인 행위는 그가 대통령직에 올랐을 때 위스키 악마가 아직 완전히 쫓겨나지 않았음을 나타낸다. 그럼에도 불구하고 우리는 그의 충성스러운 분노의 상당 부분을 가장된 것으로 보아야 한다. 어떤 정치인도 앤드루 존슨보다 허풍의 완전한 달인은 아니었다. 그의 발언은 '배신은 혐오스럽게 만들어져야 하고 배신자는 처벌되어야 한다'는 크고 반복적인 것이었다. 그러나 그는 계속해서 수백 또는 수천 건의 사면을 내렸고, 처벌 사례는 거의 없었다. 나는 그의 변호인이 아니다. 그는 나를 그의 적들 중 한 명으로 간주했다. 나의 목적은 우리의 개인적인 불화가 상호적이었음에도 불구하고 옳다고 생각하는 것에서는 그를 지지하고, 잘못되었다고 생각하는 것에서는 그를 반대하는 것이었다. 결과적으로 나는 많은 면에서 그를 반대했다.[46]
- 휴 맥컬로흐, 링컨과 존슨 양쪽의 재무장관, 1888년에 출판된 회고록: "존슨 씨는 자신의 정책을 옹호하고 자신이 받은 심한 비판에 답할 때 특히 발언이 과격했지만, 술 사용에 있어서는 그렇지 않았다. 나는 그의 습관을 관찰할 좋은 기회가 있었고, 나의 염려 때문에 나는 주의 깊게 지켜보았다. 대통령이 된 후 6주 동안 그는 재무부에서 나와 인접하고 통하는 방을 사용했다. 그는 매일 아침 9시 이전에 그곳에 있었고, 5시 이전에 떠나는 경우는 거의 없었다. 그의 방에는 술이 없었다. 누구에게나 개방되어 있었다. 점심 식사는 나처럼 차 한 잔과 크래커였다. 그 방에서 그는 자신을 기다리는 대표단과 존경을 표하기 위해 찾아온 개인적, 정치적 친구들을 맞이했다. 그곳에서 그는 분노에 찬 어조와 세션주의자들을 배신자로 묘사하며 배신자의 운명을 받아야 한다고 거의 야만적으로 비난하는 연설을 하여 나라를 깜짝 놀라게 했다. 일부 연설은 너무나 과격하여 나는 술의 영향이라고 생각했을 것이다. 만약 내가 그 연설이 테네시에서 겪은 쓰라린 경쟁에서 형성된 비난적인 웅변 습관을 극복할 수 없었던 맨정신의 남자의 연설이라는 것을 알지 못했다면 말이다. 그 연설들은 그의 후속적인 즉흥 연설들처럼 대통령으로서의 그의 지위에 전혀 적합하지 않았다. 만약 그가 부통령으로 선출되었을 때 말더듬증에 걸렸다면, 그는 많은 어려움을 피했을 것이다. 그 때부터 그는 대중의 평가에서 손해를 보지 않는 즉흥적인 공개 연설을 한 적이 없었지만, 그 어떤 연설도 독한 술 탓으로 돌릴 수는 없었다. 거의 4년 동안 나는 그와 매일 교류했으며, 밤에도 자주 교류했지만, 나는 그가 술에 취한 것을 한 번도 본 적이 없다. 나는 그의 잘못이 무엇이든 간에 과음은 그 중 하나가 아니었다고 주저 없이 말한다."[47]
- M. V. 무어는 존슨의 테네시주 지인이었던 것으로 보이며, 1891년 필라델피아 위클리 타임즈에 실린 기사가 멤피스 퍼블릭 렛저에 재인쇄되면서 다음과 같이 선언했다. 그가 어떻게 하느님의 일—특히 네메시스의 일—로 들어갔는지 보자. 복수의 천사는 한 번만 방문한 것이 아니라, 그 채찍은 존슨 씨에게 계속해서 찾아왔다. 그의 가족사는 슬픈 역사이다. 그에게서 태어난 세 명의 총명하고 유망한 아들들은 모두 그 저명한 아버지를 데려간 같은 적—술병—의 희생자가 되어 사망했다. 그 젊은이들 중 한 명은 내가 잘 알고 사랑했던 착한 친구였다. 전쟁 중 어느 날 그는 테네시주 내슈빌 거리에서 말에서 떨어져 두개골 골절을 입고 발견되었다. 앤드루 존슨 자신도 '큰 폭음'을 했다. 그는 '균형을 잃는'(더 완곡한 표현을 사용하자면) 습관이 있었는데—자신을 방에 가두고 충실한 하인 한 명만 시중을 들게 했다. 이런 상태에서 다른 사람들에게 자극받거나 다가가면 그는 미치광이처럼 욕을 하고 친구와 적 모두에게 엄청난 저주를 퍼부었다.[23]

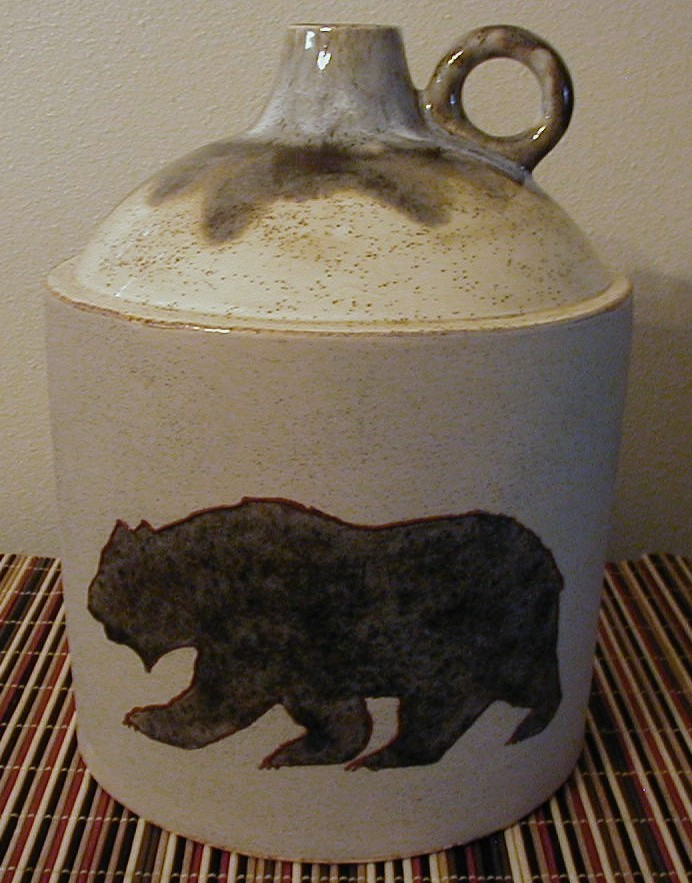
남북 전쟁 시대의 술꾼들은 유약 도기 주전자(예: 2011년에 촬영된 이 현대적 작품)에서 술을 마셨을 수 있다

- 찰스 A. 데이나, 남북 전쟁 중 미국 전쟁부에서 일했던 전직 및 미래의 언론인으로, 존슨이 테네시주 군정 총독이었을 때 그를 만났고, 1898년에 회고록이 출판되었다: "그래서 그는 위스키 한 병을 가져와 텀블러에 원하는 만큼 따르고, 물을 절반 정도 섞었다. 이론적이고 철학적인 술꾼은 위스키를 조금 따르고 물을 거의 넣지 않는다—거의 순수하게 마신다—그러나 사람이 위스키에 물을 많이 넣기 시작하면, 그것은 그가 술을 많이 마시는 습관이 있다는 것을 보여준다. 나는 총독이 대부분의 신사들보다 위스키를 더 많이 마셨고, 그가 꽤 자주 마셨다고 결론 내렸다."[48]
- 내무부 장관 카를 슈르츠는 1907년에 출판된 그의 회고록에서 군사 총독으로서 존슨에 대한 회상을 다음과 같이 기록했다: "하지만 나는 이 침착하고 술에 취하지 않은 겉모습 아래에 때때로 표면으로 터져 나올 수 있는 몇몇 불길이 여전히 타오르고 있다는 인상을 지울 수 없었다. 이 인상은 특이한 경험에 의해 강화되었다. 두세 번 정도 그를 찾아갔을 때, 시중드는 사람이 총독이 아파서 아무도 만날 수 없다고 말했고, 4~5일이 지난 후 그가 나를 불렀을 때 나는 그가 유난히 단정하게 옷을 입고 있었고, 일반적으로 특별히 신경 써서 '단장'되어 있는 것을 발견했다. 그는 또한 자신의 건강에 대한 어떤 질문도 피했다. 이 상황을 내슈빌의 가장 저명한 연합주의자 중 한 명에게 언급했을 때, 그는 웃으며 총독이 '병약하다'고 말했지만, 전반적으로는 '괜찮다'고 말했다."[37]
- 뉴햄프셔주 상원의원이자 링컨 휘하의 재무부 차관보였던 윌리엄 E. 챈들러는 1907년 앤드루 존슨을 "대중의 상상 속 술주정뱅이가 아니라... 온화하고 진지하며 조용하고 친절한 사람으로, 그의 선조와 환경을 고려할 때 놀랍도록 잘 해냈다"고 묘사했다.[49]
- 테네시 주지사이자 미국 상원의원이었던 윌리엄 G. 브라운로우는 샐먼 P. 체스 대법원장을 통해, 그리고 다시 월터 P. 브라운로우를 통해 1909년에 다음과 같이 발표되었다: "휘그당 신문 편집장이자 존슨이 정치 생활을 시작한 이래 테네시에서 있었던 모든 정치 캠페인에서 연설가로서 나는 그와 너무나 열렬히 싸워 20년 동안 우리는 서로에게 말을 하지 않았다. 나는 내가 부도덕하다고 생각하는 그가 한 어떤 일도 공개적으로 비난하는 것을 결코 주저하지 않았으며, 술의 과도한 사용도 마찬가지이다. 그러나 나는 그가 술고래라고 비난한 적이 없는데, 그렇게 할 근거가 없었기 때문이다. 나는 그가 내가 항상 그랬듯이, 그리고 모든 사람이 그래야 한다고 생각하는 것처럼, 술을 전혀 마시지 않았다는 뜻이 아니다. 그러나 나는 테네시에서 그를 과도한 음주에 탐닉했다고 생각하는 사람은 아무도 없었다는 뜻이다."[50]
- 윌리엄 H. 크룩, 미국 비밀경호국, 1910년 출판: "나는 곧 그의 과음 보고가 다른 많은 비방처럼 근거 없다는 것을 깨달았다. 백악관에 있던 몇 년 동안 결코 근거가 없었다는 것을 여기에 밝힌다... 나는 그를 아마도 매일 보았지만... 술에 취한 것을 단 한 번도 본 적이 없다... 알코올로 정신이 혼미한 사람은 테네시와 워싱턴에서 그가 한 일을 할 수 없었을 것이다. 그는 당시 대부분의 공인들이 그랬듯이 술을 마셨는데, 링컨은 주목할 만한 예외였다. 백악관 지하 저장고에는 와인과 위스키가 잘 비축되어 있었고, 그는 저녁이나 점심 식사 때 손님들에게 그것을 제공했지만, 내 경험으로는 과음하는 것을 본 적이 없다."[51]
- 전쟁 중 존슨의 개인 비서였고, 후에 여러 신문사를 소유한 전직 종군 기자 벤 C. 트루먼이  1913c.년경에 쓴 글: "그러나 앤드루 존슨이 술고래였다는 것은 반박하기 더 어렵다... 하지만 존슨은 평생 술을 마시지 않았을까? 나는 종종 질문을 받았다. 한 번의 사건이 암시하는 정도는 아니었다. 실제로 존슨은 모든 면에서 절제하는 사람으로 여겨졌다. 나는 내슈빌에서 18개월 동안 하루에 적어도 한 번은 그와 같은 식탁에 앉았고, 그가 식사 중에 와인이나 술을 마시는 것을 본 적이 없다. 그는 평생 칵테일을 마신 적이 없었고, 술집에 가본 적이 없으며, 샴페인을 좋아하지 않았다. 그는 로버트슨 카운티 위스키를 두세 잔 또는 네 잔 마셨다. 어떤 날은 더 적게, 어떤 날과 주에는 전혀 마시지 않았다. 따라서 테네시에서 음주 습관으로 보면 존슨은 엄격하게 절제하는 사람으로 불렸을 것이다."[35]테네시 위스키를 통에서 숙성시키는 모습

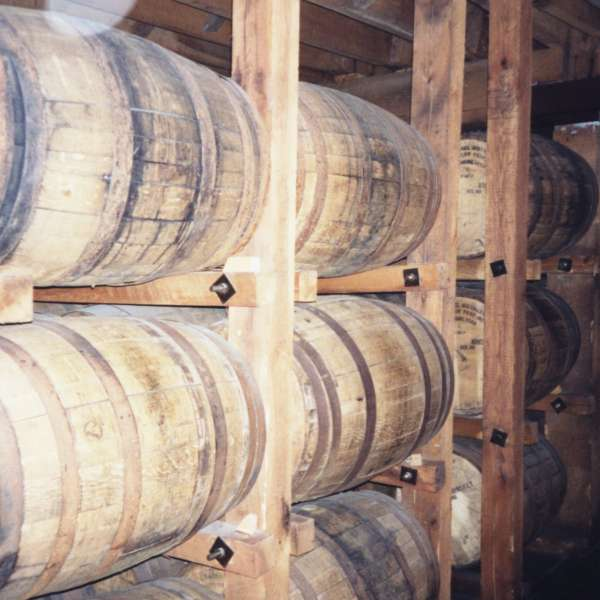
테네시 위스키를 통에서 숙성시키는 모습

- 전 미국 상원의원 챈시 드퓨는 1924년에 출판된 회고록에서 다음과 같이 썼다. 앤드루 존슨 대통령은 제가 알게 된 어떤 미국 대통령과도 근본적으로 달랐다. 이는 링컨 씨를 포함하여 하딩 씨까지 모든 대통령을 의미한다... 그의 약점은 알코올 중독이었다. 그는 취임 당시와 대통령 재임 기간 동안, 특히 유명한 '원형 유세' 중 끔찍한 모습을 보였고, 상태가 좋지 않았다.[52]
- 존슨의 손자 (그리고 1890년대 데메라라, 영국령 기아나의 영사) A. J. 패터슨이 1928년 6월 데이비드 R. 바비에게 보낸 편지에서: "나는 어머니가 평생 단 한 번도 그가 술에 취한 것을 본 적이 없다고 말씀하시는 것을 들었다... 나는 그가 사망했을 때 18살이었고, 백악관에 거주하는 동안 그의 집의 일부로 살았으며, 그가 술에 취한 것을 한 번도 몰랐다." 마찬가지로, 패터슨은 페이 W. 브랍슨에게 기드온 웰스의 아들 에드거 T. 웰스가 "앤드루 존슨은 '원형 유세'로 알려진 유명한 정치 캠페인에서 술을 마시지 않았다"고 말했다고 전했다.[16]

앤디가 진정으로 테네시의 주지사였을 때 돈을 절약하기 위해 마구간에서 머물렀지만, 그는 나귀가 아니기에—비록 "종종 그의 귀리와 더 자주 그의 호밀을 느꼈지만"—그는 먹이를 위층으로 가져갔다.
 — 서명 없음, 녹스빌 데일리 레지스터, 1862년

## 공개 석상에서의 만취 행동에 대한 다른 혐의

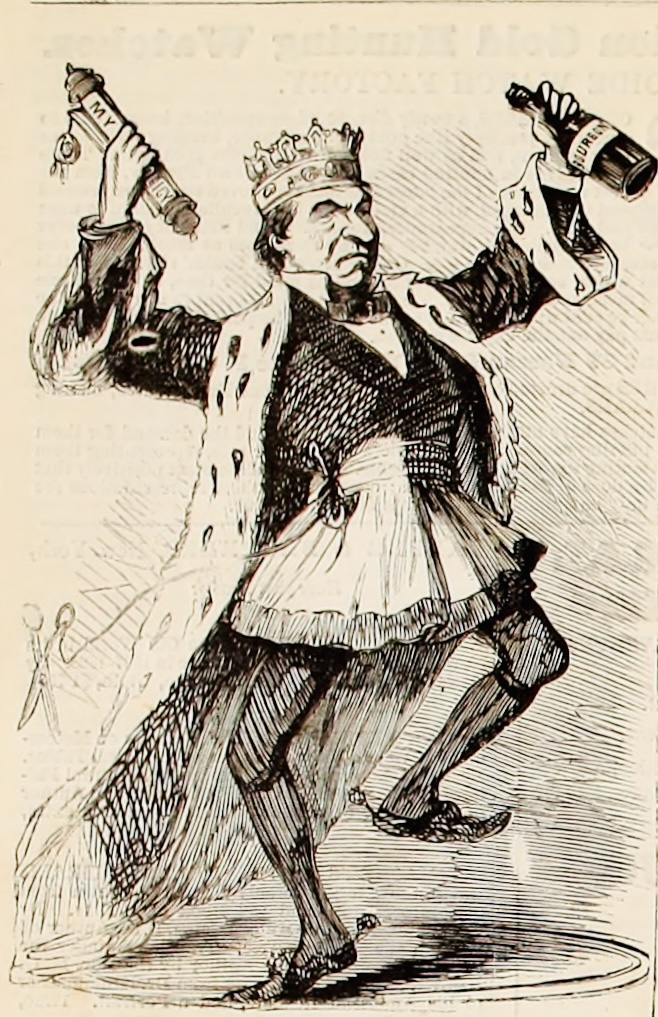
토머스 내스트의 "열한 번째 탄핵 조항 투표의 효과"는 그의 웅장한 암피테아트룸 존소니아눔에 비해 "더 단순하지만 더 비열한" 존슨의 묘사였다. 내스트가 존슨의 혐오자로서 명성이 최하점에 있을 때, 한 미술사학자는 이 만화를 존슨이 "왕관과 흰 담비털을 쓰고, 탄핵 재판에서 단 한 표 차이로 승리한 것에 대해 기뻐하며 껑충거리는 모습으로 묘사했으며, 허리에는 가위가 매달려 있었다"(이는 전직 재단사인 존슨을 "거위와 가위의 기사"라고 조롱하는 언급이다) 그리고 그가 "위로 휘두르는 버번 병은 그의 부적절한 절주 실패를 상습적인 음주의 상징으로 바꾸어 놓았다. 이 만화가 만들어낸 존슨에 대한 잘못된 인상을 바로잡는 데 두 세대가 걸렸다."

- 1864년 10월 24일 밤 내슈빌에서 열린 모세 연설; 1916년에 글을 쓴 한 역사학자는 존슨이 술에 취해서 테네시의 노예들을 마음대로 해방시켰다고 암시하는 듯했다: "존슨은 주 의사당에서 군중에게 연설을 했는데, 우리는 여러 가지 매우 과장되고 왜곡된 보고서를 가지고 있으며, 그 중 가장 호의적인 보고서조차도 그를 정치가로서 명예롭게 하지 못한다. 오히려 무지하고 흥분한 흑인들을 선동하기 위해 선동가의 책략에 의존했으며, 그의 과장된 표현은 그의 너무나도 꾸준한 친구인 위스키 병이 그의 불운한 비난 연설의 영감이었음을 시사한다."[11]
- 1866년, 비처 목사는 캔자스주 상원의원 새뮤얼 C. 포머로이가 "백악관에 들렀을 때 대통령과 그의 아들[그리고 개인 비서 로버트 존슨]과 사위[미국 상원의원 데이비드 T. 패터슨]가 모두 술에 취해 업무를 볼 수 없는 상태였다"고 보고했다. 이에 대해 질문을 받았을 때, 포머로이는 대통령이 술에 취한 것을 봤다고 말한 적이 없지만, 로버트 존슨이 매우 심하게 술에 취한 것을 봤다고 부인했다.[21][15]
- 전기적 동반자에 따르면 1866년 워싱턴 생일을 기념하여 행한 연설에서 "많은 사람들이" 그가 술에 취했다고 "제안했지만, 존슨은 술에 취하지 않았다".[8][55] 심지어 존슨의 맹렬한 의회 내 적수였던 벤저민 F. 버틀러조차 그날 그는 술에 취하지 않았다는 데 동의하며 다음과 같이 말했다. "지난 2월 22일 앤드루 존슨이 보인 행위보다 미국 대통령직을 더 무례하고 품위를 떨어뜨리는 것이 있을 수 있는가? 불행히도 국가의 명예를 위해 그가 술에 취했다는 변명조차 통하지 않는가?"[42]
- 밀턴의 1930년 저서 《증오의 시대》에 따르면, "대통령이 클리블랜드 연설 당시 '만취'했다고 주장되었지만, 나중에 탄핵 재판에서 이 주장이 비방임이 입증되었다."[15]
- 원형 유세 중 델라웨어 신문: "부통령은 국가에 빚진 보상을 인식하는 데도, 국가에 대한 자신의 모욕을 인식하는 데도 무능하다. 그는 워싱턴 전보에서 또 다른 방탕을 즐기고 있다고 보도되었다. 그에게서 더 나은 것을 기대할 수 없다. 이것들은 그의 평생 습관이며, 그를 지명한 정치인들에게 알려져 있었고, 그를 선출한 정당의 면전에서 선포되었다. 개천에서 용 나는 것을 기대하는 것은 헛된 일이다."[56]
- 1866년 8월, 캔자스의 한 신문은 앤드루 존슨이 친존슨파 1866년 전국 연합당 대회에 대한 이야기에 눈물을 흘린 진정한 이유는 단순한 감상적인 애국심의 과잉이 아니라 위스키의 과잉 때문이라고 시사했다: "진전섬망 상태에 가까운 사람들이 사소한 일에 눈물을 흘리며 극도로 어리석게 보이는 방식으로 영향을 받는 것이 관찰되었다. A. 존슨도 그런 상황이 아닌가?"[57]
- 1866년 10월, F. W. 드루리(앨턴, 일리노이주)는 그의 아버지에게 보낸 사적인 편지에서 존슨의 최근 원형 유세에 대해 다음과 같이 썼다: "그의 연설, 서던 호텔에서 세인트루이스에서의 그의 술 취한 망상적인 침 흘리는 장황한 연설은 낙타의 등을 부러뜨린 지푸라기였다. 그것은 어떤 사람에게서도 나온 가장 역겨운 비난이었다. 벤 피크나 포머로이 장군도 그 정도는 아니었을 것이다. 그는 취했다, 취했다!"[58]

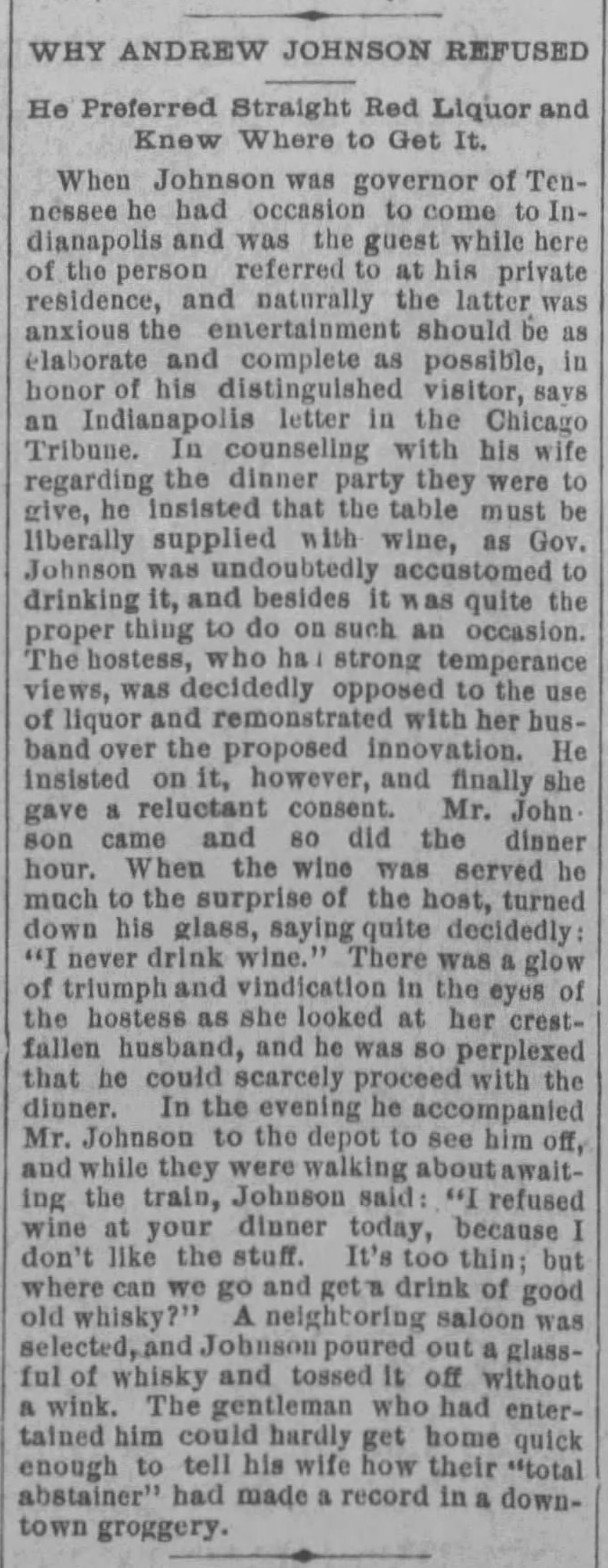
앤드루 존슨을 주인공으로 다시 이야기된 오래된 농담 ("왜 앤드루 존슨이 거절했는가" 멤피스 애벌랜치, 1887년 12월 3일)

- 존 S. 와이즈, 전 미국 하원의원이자 미국 버지니아 동부 지방 법원 검사로, 1875년경을 회고하며 1906년에 출판된 그의 책에서:

내 다음 존슨 씨의 모습은 아마 1년쯤 후, 그가 사망하기 직전이었을 것이다. 그것은 테네시 주의회 상원의원 선거 운동 직후였다. 그 당시 그의 습관은 극도로 방탕해졌고, 그의 특징 중 하나는 젊은 남성들을 자신의 방탕한 동반자로 선택하는 듯 보였다. 그의 본부는 그 당시 맥스웰 하우스에 있었다... 악단이 그에게 세레나데를 연주했고 거리는 엄청난 인파로 가득 찼으며, 환호하고 연설을 크게 요구했다. 긴 지연 끝에 전 대통령은 호텔 발코니에 나타나 찬사를 표했지만, 그의 상태는 두서없이 말할 수 없을 정도였고, 사실 서 있는 것조차 힘들어했다. 그가 발코니 앞 철제 난간을 붙잡고 몸을 흔들며 거의 술에 취해 말을 제대로 하지 못하는 모습은 정말 애처로웠다... 그 모습은 결코 잊을 수 없을 것이다—존슨 씨의 부어오르고 어리석고 무력한 모습이 친구들에 의해 발코니에서 방으로 서둘러 옮겨지고, 맥스웰 하우스 복도를 비틀거리며 걸어가는 모습... 그는 방금 언급된 사건 직후 사망했다."

## 같이 보기
- 율리시스 S. 그랜트의 역사적 평판 § 음주
- 에밀리 해롤드
- 앤드루 존슨 관련 서적